# Oksana Șveț
Oksana Oleksandrivna Șveț (în ucraineană Оксана Олександрівна Швець; n. 10 februarie 1955, Kiev, RSS Ucraineană, URSS – d. 17 martie 2022, Kiev, Ucraina) a fost o actriță ucraineană. A lucrat pentru Teatrul Academic Național Molodîi din Kiev de la înființarea acestuia în 1980 până la moartea sa. În 1996 a primit titlul de Artistă Emerită a Ucrainei, una dintre cele mai înalte distincții ucrainene pentru artiști. Ea a jucat pe scena Teatrului de Muzică și Dramă din Ternopil și la Teatrul de Satiră din Kiev. A interpretat roluri în film și în producții de televiziune, cum ar fi serialul ruso-ucrainean Casa cu crini (2013).

## Biografie
Născută la Kiev, Șveț a absolvit în 1975 studioul de teatru de la Teatrul „Ivan Franko” și în 1986 facultatea de studii teatrale a Teatrului I.K. Karpenko-Kary.  Șveț a lucrat la Teatrul de Muzică și Dramă din Ternopil și la Teatrul de Satiră din Kiev. A lucrat ca membră a ansamblului Teatrului Academic Național Molodyy din Kiev (Teatrul pentru tineret) de la înființarea acestuia în 1980 până la moartea sa.
Ea a jucat rolul Natașei în piesa Trei surori de Anton Cehov, regizată de O. Uteganov. Într-o producție din 2016 de Поступися місцем! (Faceți loc!) de Viña Delmar, ea a jucat rolul lui Nemi. Piesa, filmată sub titlul „Make Way for Tomorrow ” și descrisă ca o comedie tristă, a fost regizată de Dmytro Veselsky. 
În 1996, implicarea sa îndelungată și „realizările remarcabile în artele spectacolului” au fost onorate cu titlul de Artist Emerit al Ucrainei, unul dintre cele mai prestigioase premii oferite în Ucraina pentru artiștilor.
Deși este cunoscută mai ales pentru munca sa pe scenă, a jucat în mai multe filme și seriale de televiziune. A apărut în filmul Завтра буде завтра (Mâine va fi mâine). Primul ei serial de televiziune a fost Nasledniki (Moștenitori) în 1976, unde a jucat un rol minor. În 2003, ea a apărut într-un episod din Повернення Мухтара (Întoarcerea lui Mukhtar), un serial de acțiune-aventură în limba rusă care a rulat timp de aproape 20 de ani. A jucat în toate cele opt episoade din serialul ucrainean Таємниця Святого Патріка (Misterul Sfântului Patrick ) în 2006.  În 2013, a apărut în serialul ruso-ucrainean Дім з ліліями ( Casa cu crini ), un serial TV despre eroul de război fictiv Michail Govorov și familia sa din cel de-al Doilea Război Mondial până în 2013, în rolul directoarei unui orfelinat.

## Moarte
Pe 17 martie 2022, în timpul invaziei ruse a Ucrainei, Oksana Șveț a murit într-un atac cu obuze al trupelor ruse asupra unei clădiri rezidențiale din Kiev, unde ea locuia.